# 최우혁 (1997년)
최우혁(1997년 5월 4일 ~ )은 대한민국의 배우이다.

## 학력
- 고양화정초등학교
- 청천중학교
- 서울공연예술고등학교 실용음악과

## 출연작

### 영화
- 2008년 《좋은 놈, 나쁜 놈, 이상한 놈》- 귀시장 아이 역
- 2008년 《잘못된 만남》- 신유빈 역
- 2008년 《슈퍼멘이었던 사나이》- 슈퍼맨 아 역
- 2007년 《만남의 광장》- 동구 역
- 2007년 《날아라 허동구》- 허동구 역
- 2006년 《삼거리 극장》- 회 역
- 2005년 《파랑주의보》- 어린 수호 / 어린 수호 부 역
- 2005년 《안녕, 형아》- 욱이 역
- 2005년 《S 다이어리》- 횡단보도 아이 1 역
- 2004년 《도마 안중근》- 한말 군인 아들 역

### 드라마
- 2011년 MBC 월화드라마 《짝패》- 어린 도갑 역
- 2009년 KBS2 주말연속극 《솔약국집 아들들》- 어린 송진풍 역
- 2007년 KBS 전원드라마 《산 너머 남촌에는》- 봉 현 역
- 2007년 KBS2 미니드라마 《경성스캔들》
- 2004년 SBS 주말극장 《토지》- 영만 역
- 2003년 KBS1 대하드라마 《무인시대》

## 수상
- 2007년 KBS 연기대상 남자 청소년 연기상(경성스캔들, 산너머 남촌에는)